# Раста (музичар)
Стефан Ђурић (Приштина, 16. новембар 1989), познатији као Раста, српски је певач, композитор и продуцент. Публици је познат по коришћењу ототјуна, а његова музика је карактеристична јер представља мешавину ритам и блуза, регеа, хип хопа, попа и фолка. Његове песме су о марихуани, љубави, стању у друштву, а велики број о женама.

## Биографија
Рођен је 16. новембра 1989. године у Приштини, у тадашњој Социјалистичкој Републици Србији. Син је оца Драга — професора на Филозофском факултету, и мајке Слађане — шефа катедре друштвено-хуманистичких наука на Факултету безбедности.

### Музички почеци и први микстејп
Као дете, Ђурић је био у друштву домаћих растафаријанаца, што је утицало на његово уметничко име и стил у музици. Са 16 година (2005), наступио је на тада највећој денсхол атракцији у Европи „Germanican Scout”. Од 2006. до 2009. био је аутор и водитељ двочасовне емисије Реге шоу са Стефаном на једној националној радио-станици. Године 2007. почео је озбиљније да се бави музиком, а од 2008. до данас уређивао је музику на преко 300 пројеката. Два пројекта која су обележила Растин почетак биле су групе Прва постава и Шоу програм (Show program). Са Првом поставом је снимио четири песме, док је група Шоу програм омогућила Расти да се полако осамостали и са којом је постигао највећу популарност.. Ова петочлана група је настала спонтано, и то тако што су разни музичари долазили у његов кућни студио, снимали су песме заједно, Раста и FDK су се бавили продукцијом, док су сви заједно писали текстове за песме. Једна од најзначајнијих песама овог пројекта, а уједно и увод у његов микстејп, била је песма Кад се охлади бетон са LMR-ом и Ребијем.
Свој први микстејп — Sensemilia Mixtape — објавио је 2009. године заједно са LMR-ом. Песме на албуму представљају својеврсну мешавину регеа и хип-хопа, музике коју је Раста још од млађих дана слушао и коју је овим албумом покушао да представи српској публици. Са албума се издвојила песма Легализуј, која говори о легализацији марихуане, табу теми у тадашње време, као и о сукобима са полицијом. Ова тема прожимаће Растину даљу каријеру, а посвећује јој велику пажњу песмом Марли из 2013. године.

### Оне и ловаиКасета(2010)
У периоду изласка првог микстејпа, Раста је сарађивао са Вук Мобом и Кајом на песми Јуримо снове, а пре тога и са Цвијом на песми Mamacita која се нашла на Цвијином албуму Тај рад из 2008. године. Рад са Цвијом наставио је и на његовом наредном албуму — И даље ту из 2009. године, а и касније му је писао песме, од којих су неке постале највећи Цвијини хитови.
Наредне, 2010. године, Раста и Цвија објављују свој заједнички ЕП под називом Оне и лова, а од гостију се на албуму појављују Струка, Ана Машуловић и Елитни одреди. Најпознатије песме са овог албума јесу песме Баци паре и Упознај мој свет, за које је снимљен и видео-спот за, тада не толико популаран и комерцијалан, IDJVideos. На албуму се јасно могу видети утицаји ар-ен-бија и репа америчког југа, што потврђују у сама помињања имена попут Џастина Тимберлејка, Лила Вејна и Ријане у свим песмама овог албума. Једини изузетак представља песма Како си могла, која је својеврсни повратак у музику деведесетих. Оне и лова је дотад најзрелије Растино дело, како музички, тако и продукцијски, а објавила га је кућа Hit Music Production уз спонзорство Russell Athletic-а.
Исте године објавио је још један албум, овога пута у сарадњи са новосадском групом Унија. Касета наставља да осликава утицаје америчког југа који се могао чути и на претходном албуму, овог пута више у стилу кранка (енгл. crunk), који је био претеча треп музике. Татула, Дрипац и Давид из Уније су, заједно са Растом, српској публици у 10 песама представили Crunk’n’B и песмама попут Пилула, Само играј и Она тако је добра освежили напету сцену.
Године 2010. је такође наступао као предгрупа на европској турнеји америчког репера Фифти Сента.

### Суперстар(2011) иЕволуција(2012)
Четврти, а уједно и први соло албум, Раста је објавио 2011. године. Ово је први соло албум овог певача. Снимљен је 2011. и садржи 17 песама, од којих је 6 на енглеском језику. Од гостију на албуму су београдски двојац G.I., KC Blaze из Нове Вароши и новосадски састав Унија. Суперстар је албум којим је Раста покушао да своју популарност прошири ван Балкана, на шта указује и чињеница да је трећина песама на енглеском језику. Ипак, то нарушавање конзистентности није дало великих резултата, тако да је Раста након тога снимао само на матерњем језику.
Премда је албум издао Mascom Records, микс и мастер су рађени у Њујорку преко продукцијске куће Басивити. Све песме написао је Раста заједно са FDK-ом, колегом из групе Шоу програм, док је Цоби био задужен за аранжмане. Музика на албуму представља мешавину трепа, дабстепа и EDM-а, чинећи тако пионирски подухват и легитимизацију модерног денсхола у Србији.
Након Суперстара, Раста је објавио Еволуцију 2006—2012. — ретроспективу на дотадашњи рад која садржи 14 његових најпопуларнијих песама. Компилација почиње песмом Успео сам из 2006. године, која представља његов својеврстан манифест са почетка каријере и преседан за то време, када није била честа појава да репери на почетку каријере у својим песмама говоре да су успели. Компилација се наставља другим хитовима, од којих је на неким песмама Раста у певачком делу наступао само као гост, а завршава се Безобразном, Дугом деветком и Проклетима са његовог последњег албума.

### Басивити
Раста је у Басивити ушао 2012. године, када је позван да сними песму за филм Артиљеро, а годину дана касније за ову кућу је објавио први сингл — песму Марли (2013), која представља наставак његове приче о легализацији марихуане, започете још првим микстејпом и песмом Легализуј из 2009. године. Након тога, уследиле су сарадње са Ђунтом на песми Живимо ноћу и Злим Тонијем на песми Сомалија, да би потом за Басивити објавио и сингл Кондом.
Почетком јула 2014. године, Раста је објавио песму која је имала пресудан утицај на његову каријеру и која га је прославила широм Балкана, а то је била песма Кавасаки. Иако је тема песме била сасвим обична и не толико иновативна, начин на који је обрађена омогућила је Расти велику популарност, тако да ова песма тренутно на сајту Јутјуб броји готово 50 милиона приказа. У овом периоду, Раста је заједно са Цобијем доста радио на песмама за друге певаче, међу којима и за Дару Бубамару, за коју је написао песму Опасан, а потом и песме Невоља и Карера које су јој омогућиле да поврати стару славу.

### Балкатон
Након Кавасакија, Раста је 2015. одлучио да оснује сопствену издавачку кућу под именом Балкатон коју је описао не само као издавачку кућу, већ као „једну велику фамилију, музички правац, начин живота, стил, опредељење, а пре свега покрет људи који мисле и желе исто”. Током 2015. године, у продукцији Балкатона, Раста је издао неколико синглова, а први међу њима био је Кавали, једна од његових најпопуларнијих песама досад, која на Јутјубу броји преко 50 милиона прегледа. Уследили су синглови Балкан — са Дадом Полументом и Жутим — и Хабиби — дует са Бубом Корелијем, који су такође наишли на добар пријем код публике.

### Ана Николић
Прва веза између Расте и Ане Николић је заправо Растина сарадња са босанским двојцем Џалом и Бубом на њиховом албуму Пакт с ђаволом из 2014. године, када је, у песми Боинг, у којој је Раста имао свој певачки део, Џала у негативном контексту поменуо Ану Николић. Годину дана након тога, почетком 2016, Ана Николић је, незадовољна радом на свом новом албуму за који су били задужени Марина Туцаковић и Дамир Хандановић, позвала Расту како би јој помогао на албуму. Након што је пристао, Раста је заједно са Цобијем Ани направио албум Лабилна, који је постао хит током 2016. године, а Ана је тако постала део Балкатона.
Током рада на албуму, Раста и Ана су се зближили и започели везу, коју је Раста потом описао у песми Еуфорија, која је изашла средином те године.

### Индиго(2017) и(2018)
Раста је током 2017. године објављивао свој нови албум под називом Индиго, који је поделио на два дела. Први део албума издат фебруара 2017. године и чине га четири песме које су, по његовим речима, аутобиографске. За све песме су снимљени спотови. Други део албума објављен је крајем године и чине га комерцијалније песме. Са албума се издваја песма Срећа, у којој репер говори о свом детињству и путу до славе, као и песма Ведро небо, која говори о тешким ситуацијама у његовом животу.
- Индиго
- Ведро небо
- Срећа
- Моја ствар
- Случајност
- Кило, кило
- Тако добро
- Ноћи немирне

Соло албум издат у априлу 2018.
- Математика
- Рулет
- Мама
- Секс и град
- Пуцам, пуцам

Сам Раста пева на више од 120 песама, од којих су најпознатије, нарочито међу млађим слушаоцима: Кавали, Кавасаки, Еуфорија, Хотел, Ноћи немирне, AMGVSQ7AUDI... Сарађивао је са многим домаћим извођачима, као што су: Ана Николић, Дара Бубамара, Дадо Полумента, Цоби, Цвија, Буба Корели, Елитни одреди, KC Blaze, Vice, LMR, Реби и многи други.
Ђурић се 28. јула 2016. тајно оженио Аном Николић, коју је упознао током рада на њеном албуму Лабилна. Раста и Ана имају ћерку Тару. Они су, након свега годину дана брака, решили да се разводе, а као разлог за то Ана Николић је навела све чешћа Растина одсуства.
У петој сезони емисије Ја имам таленат, Раста је — заједно са Аном Николић, Даницом Максимовић и Срђаном Тодоровићем — био члан жирија.
У марту 2017. је био на америчкој турнеји — где је наступао у Атланти, Чикагу, Њујорку, Детроиту...
Раста данас наступа у ноћним клубовима, најчешће у иностранству, али и у Србији. Иако је 2015. године навео да га концерт у Београдској арени не занима јер је то чист маркетинг, свој велики солистички концерт одржао је 15. септембра пред скоро пуном Ареном. Као гости, на концерту су се Расти придружили Цоби, Цвија и Елена Китић.
Раста је почетком октобра ухапшен када је код њега пронађена већа количина сканка. Расти је одређен притвор од месец дана и терети се за недозвољену производњу и стављање у промет опојних дрога. Упркос томе, Раста је 18. октобра објавио нови дует са Аленом Сакићем под називом Benz ili Bimmer. Како је Раста у том периоду био у притвору, он није учествовао у процесу снимања спота и издавања песме, већ је то учинио Ален Сакић и сарадници из продукцијске куће Балкатон генг.

## У популарној култури
Репер Стјепан Јелица, познатији као Албино, посветио је 2018. године једну своју песму Расти. Песма носи назив Раста и представља обраду песме Rockstar америчког репера Поуста Малона, а у њој млади певач говори о Растином успеху и о томе како би сви да буду као он.

## Филмографија
- 3211 (2023)

## Дискографија

### Албуми
- (2009)
- Оне и лова (2010)
- Касета (2010)
- Суперстар (2011)
- Индиго (2017)
- (2018)
- (2019)
- (2022)
- (2023)

### Синглови

#### СаПрвом поставом
- То је то (2008)
- Не видим где сте? (2009)
- Опомена (2010)
- Мој дан (2010)
- И даље (2011)

#### СаШоу програмом
- Hard core (2008)
- Реална ствар (2009)
- Ово је пљачка (20)
- Инцидент (2009)
- Горимо (ft. Реби, Драгон, Phoenix, Vice, 2009)
- Били смо клинци (ft. , 2009)
- После поноћи (ft. Реби, 2009)
- Кад се охлади бетон (2010)

#### Соло и остале сарадње
- Успео сам (2006)
- Даме и господо (2007)
- Пурпурне сузе (ft. MC Dacha, 2007)
- Прљави плес (ft. Foxylady, 2008)
- (ft. , 2008)
- (ft. Цвија, 2008)
- (ft. Цвија, 2008)
- Звездана Капија (ft. Cantwait, LMR, 2008)
- Ти си та (ft. Mixa, 2009)
- Познат ко новчанице (ft. Елитни одреди, Цвија, 2009)
- (2009)
- 1, 2, 3 (ft. B.K.O., 2009)
- Без динара (ft. JBK, VTO, Беба, 2009)
- Били смо клинци (ft. , 2009)
- Да вратим време (ft. Цвија, 2009)
- Поред свих тих година (ft. Цвија, 2009)
- Руке горе (ft. Ел-Ем-Ер, 2009)
- Летимо (ft. Mixa, JoPa, 2009)
- Она нам даје (ft. Mixa, R.V.G., 2009)
- 3 минута (ft. Double D, 2009)
- Чиним све (ft. Реби, 2009)
- Ово ниси чуо скоро (Из прве руке, ft. Феро, Generali, 2009)
- За моје људе (2009)
- Rockstar (ft. Mixa, Ел-Ем-Ер, 2009)
- Живим дане боље (ft. Vice, 2009)
- Она је та (LiNk, Mixa, 2009)
- Јуримо снове (ft. Вук Моб, Каја, 2010)
- Место на плажи (2010)
- Сарајевска (2010)
- Жао ми је (ft. Beny, 2010)
- Почетак краја (ft. 3man, 2010)
- Она нам се даје (ft. Rvg, 2010)
- Пола два (ft. Facto, 2010)
- Ти знаш (ft. Вуле, 2010)
- Темпераменто (ft. Арафат, Darwin, 2010)
- Због љубоморе (ft. Darwin, Арафат, 2010)
- (2010)
- U Know Me (ft. Fake, 2010)
- Плати ме (ft. D.U.B, 2010)
- Још вечерас (ft. Vice, 2010)
- Врела је (ft. Цвија, Ана, Струка, 2010)
- Као да сањам (2010)
- Она ми је најбоља (ft. Chex, Татула, Ђаре, Давид, 2010)
- Љубав (ft. Vice, 2010)
- За крај (ft. FDK, 2011)
- Она је супер стар (2011)
- Нисам знао (ft. Ђаре, Мија, Татула, Давид, 2011)
- High like a G6 (2011)
- Ја остајем овде (ft. Black Ring Crew, 2011)
- Гени су чудо (ft. Spectre RaffaeL, 2011)
- Она хоће баш све (2011)
- Махинално (ft. G.I., 2011)
- Реци ми (2011)
- Evidence (2011)
- Feel my pain (ft. Seven, Реби, 2011)
- Бог (ft. G.I., 2012)
- Нисам се продао (ft. Феро, 2012)
- Без тебе и сунца (ft. Маги, 2012)
- Идемо далеко (ft. Трајко, 2012)
- Са обе стране (ft. Вуле, 2012)
- Музика је живот (ft. JBK, 2012)
- Ganja 2 (ft. LMR, Spectre, Shigla, FDK, 2012)
- У круг (2012)[а]
- Друго име кајање (ft. Икац, 2012)[б]
- Мој крај (2013)
- Марли (2013)
- Кондом (2013)
- Мој крај (2013)
- Сомалија (ft. Зли Тони, 2013)
- Дрип Хоп (ft. Дрипац, 2013)
- Живимо ноћу (ft. Фурио Ђунта, 2014)
- Моја си (ft. Wirtus, 2014)
- Кавасаки (2014)
- Карера (ft. Дара Бубамара, 2014)
- Секс манијак (ft. Јура, Зли Тони, 2014)
- Боинг (ft. Џала Брат, Буба Корели, 2014)
- Дугме по дугме (ft. Гру, 2014)
- Кавали (2015)
- Балкан (ft. Дадо Полумента, Жути, 2015)
- Хабиби (ft. Буба Корели, 2015)
- Мала (ft. Слободан Вељковић Цоби, 2015)
- Foreign (ft. Зли Тони, 2015)
- Еуфорија (2016)
- Хотел (2016)
- Армани (2016)
- Фригидна (ft. Ана Николић, 2016)
- Конкретно (ft. Ана Николић, 2016)
- Најпрљавије ствари (ft. Зли Тони, 2016)
- Нумерологија (ft. ,[в] Сивило, 2013)
- Ћао, ћао (ft. Љупка Стевић, 2017)
- Превише исти (ft. Маре Стамболија, 2017)
- Мама (2018)
- Мој мушкарац (ft. Катарина Дидановић, 2018)
- Лимун (2018)
- 1312 (ft. Ален Сакић, 2018)
- Бенга по снијегу (ft. Џала Брат, Буба Корели, 2018)
- Мрак (ft. Ди-џеј Линк, 2019)
- Мароко (ft. Ален Сакић, 2019)
- Кад падне мрак (ft. Жути, 2019)
- Мантра (2019)
- Комби (2019)
- Црни мерцедес (ft. Корона, 2019)
- Бели град (ft. DJ Link, 2019)
- И даље сам исти (ft. DJ Link, 2020)
- Југотон (ft. DJ Link, 2020)
- Benz ili Bimmer (ft. Ален Сакић, 2020)
- Страх и трепет (ft. DJ Link, 2023)
- Хонг конг (ft. Banfica, 2023)